# Baryssinus modestus
Baryssinus modestus là một loài bọ cánh cứng trong họ Cerambycidae.